# Synelnykove
Synelnykove (en ukrainien : Синельникове) ou Sinelnikovo (en russe : Синельниково) est une ville de l'oblast de Dnipropetrovsk, en Ukraine, et le centre administratif du raïon de Synelnykove. Sa population s'élevait à 28 000 habitants en 2024.

## Géographie
Synelnykove se trouve à 31 km à l'est de Dnipro. Elle se situe juste au nord de la petite rivière Vorona, affluent de rive gauche du fleuve Dniepr.

## Histoire
Synelnykove est fondé au début du XIXe siècle comme un village du district de Pavlograd, dans le gouvernement d'Ekaterinoslav, sur une terre donnée par le gouverneur, le général I. Sinelnikovou — qui va donner son nom à la localité. En 1868-1869 est construite la gare ferroviaire Synelnykove. En 1921, Synelnykove devient un centre de district du gouvernement d'Ekaterinoslav et, en 1923, le centre administratif d'un raïon. En 1961 commence la construction d'une fabrique de porcelaine, qui livre ses premiers produits en 1964.

## Population
Recensements (*) ou estimations de la population :
| 1897* | 1923*  | 1926*  | 1939*  | 1959*  | 1970*  |
| ----- | ------ | ------ | ------ | ------ | ------ |
| 2 900 | 10 810 | 12 496 | 23 046 | 28 026 | 30 261 |

| 1979*  | 1989*  | 2001*  | 2011   | 2012   | 2013   |
| ------ | ------ | ------ | ------ | ------ | ------ |
| 34 291 | 37 807 | 32 302 | 31 568 | 31 553 | 31 568 |